# Eastern Indoor Soccer League
De Eastern Indoor Soccer League (vaak afgekort tot EISL) is een voormalige zaalvoetbalcompetitie in de Verenigde Staten van 1997 tot 1998. De competitie was een poging tot een kleinschalige zaalvoetbalcompetitie dat zich vooral afspeelde in het zuidoosten van de Verenigde Staten.

## Eindstand

### Seizoen 1997
| Team                  | WG | W  | V  | SOW | SOL | DV  | DT  | Ptn |
| --------------------- | -- | -- | -- | --- | --- | --- | --- | --- |
| Lafayette Swampcats   | 24 | 18 | 6  | 2   | 0   | 324 | 251 | 52  |
| Baton Rouge Bombers   | 24 | 16 | 8  | 0   | 1   | 354 | 305 | 49  |
| Tallahassee Scorpions | 24 | 15 | 9  | 1   | 0   | 370 | 316 | 44  |
| Huntsville Fire       | 24 | 13 | 11 | 1   | 0   | 467 | 355 | 38  |
| Tupelo Hound Dogs     | 24 | 12 | 12 | 1   | 0   | 354 | 380 | 35  |
| Savannah Rug Ratz     | 24 | 7  | 17 | 1   | 2   | 292 | 386 | 22  |
| Columbus Comets       | 24 | 3  | 21 | 0   | 3   | 250 | 414 | 12  |

Noot: Huntsville is het seizoen begonnen als Daytona Beach Speed Kings.

#### Kampioenswedstrijd
| Teams               | Wedstrijd |
| ------------------- | --------- |
| Lafayette Swampcats | 12        |
| Baton Rouge Bombers | 9         |

### Seizoen 1998
Voor dat het seizoen was begonnen zijn Columbus verhuist naar Mississippi en Tupelo naar Pensacola.
| Team                    | WG | W  | V  | SOW | SOL | DV  | DT  | Ptn |
| ----------------------- | -- | -- | -- | --- | --- | --- | --- | --- |
| Lafayette Swampcats     | 28 | 20 | 8  | 0   | 1   | 319 | 220 | 61  |
| Mississippi Beach Kings | 28 | 18 | 10 | 2   | 1   | 345 | 305 | 53  |
| Huntsville Fire         | 28 | 16 | 12 | 1   | 2   | 343 | 347 | 49  |
| Baton Rouge Bombers     | 28 | 16 | 12 | 1   | 0   | 335 | 261 | 47  |
| Tallahassee Scorpions   | 28 | 12 | 16 | 0   | 0   | 335 | 261 | 36  |
| Pensacola Flyers        | 28 | 10 | 18 | 0   | 1   | 321 | 352 | 31  |
| Savannah Rug Ratz       | 28 | 6  | 22 | 0   | 0   | 272 | 446 | 18  |

#### Kampioenswedstrijd
| Teams                   | Wedstrijd |
| ----------------------- | --------- |
| Lafayette Swampcats     | 10        |
| Mississippi Beach Kings | 9         |

## Kampioenen
| Seizoen | Kampioen            | Einduitslag | Runner-Up               |
| ------- | ------------------- | ----------- | ----------------------- |
| 1998    | Lafayette Swampcats | 12-9        | Baton Rouge Bombers     |
| 1999    | Lafayette Swampcats | 10-9        | Mississippi Beach Kings |

ALPF (1894–95) · 
NAFBL (1895–1921) · 
ASL I (1921–33) · 
ASL II (1933–83) · 
ISL (1960-65) ·
NPSL I (1967) · 
USA (1967) · 
NASL (1968–85) · 
MISL I (1978–92) · 
NPSL II (1984–2001) · 
USL I (1984–85) · 
WSA (1985–89) · 
LSSA (1987–92) · 
ASL III (1988–89) · 
CISL (1993–97) · 
EISL (1997–98) · 
WISL (1998–2001) · 
WUSA (2001–03) · 
MISL II (2001–08) · 
XSL (2008–09) · 
USL First Division (2005–2010) · 
USL Second Division (1990–2010) · 
D2 Pro League (2010) ·
NASL (2011–17)